# خسارات
در حقوق کامن لا، خسارات (انگلیسی: Damages) به معنی خسارت‌ها یا غرامت پولی است که به طرف زیان‌دیده در یک دعوی حقوقی به دلیل نقض قرارداد، مسئولیت مدنی یا سایر تخلفات قانونی پرداخت می‌شود. هدف اصلی پرداخت خسارت، جبران خسارت وارده به زیان‌دیده و قرار دادن او در وضعیتی است که اگر تخلف رخ نمی‌داد، در آن قرار می‌گرفت.
خسارات در حقوق کامن لا به انواع مختلفی تقسیم می‌شوند، از جمله:
- خسارت جبرانی (Compensatory damages): این نوع خسارت برای جبران زیان‌های واقعی وارده به زیان‌دیده، مانند هزینه‌های پزشکی، از دست دادن درآمد و درد و رنج، پرداخت می‌شود.
- خسارت تنبیهی (Punitive damages): این نوع خسارت علاوه بر خسارت جبرانی، برای تنبیه متخلف و جلوگیری از تکرار تخلف مشابه در آینده پرداخت می‌شود.
- خسارت اسمی (Nominal damages): این نوع خسارت در مواردی که زیان‌دیده خسارت واقعی قابل توجهی متحمل نشده است، اما حق قانونی او نقض شده است، پرداخت می‌شود. مبلغ این خسارت معمولاً ناچیز است.

میزان خسارت قابل پرداخت در هر پرونده به عوامل مختلفی بستگی دارد، از جمله شدت تخلف، میزان خسارت وارده به زیان‌دیده و قوانین و رویه‌های قضایی مربوطه. دادگاه‌ها معمولاً با بررسی شواهد و مدارک ارائه شده توسط طرفین، میزان خسارت مناسب را تعیین می‌کنند.